# West Midlands
Nyugat-Közép-Anglia (angolul West Midlands) egyike Anglia régióinak. Székhelye és legnagyobb városa Birmingham.

## Közigazgatási felosztása
| Térkép                                    | Ceremoniális megye (Ceremonial county) | Egységes hatóság (Unitary Authority) | Nagyvárosi kerületek (Metropolitan districts) |
| ----------------------------------------- | -------------------------------------- | ------------------------------------ | --- |
| Nyugat-Közép-Anglia közigazgatási térképe | 1. Herefordshire U.A.                  | 1. Herefordshire U.A.                | 1. Herefordshire U.A. |
| Nyugat-Közép-Anglia közigazgatási térképe | Shropshire                             | 2. Shropshire U.A.                   | 2. Shropshire U.A. |
| Nyugat-Közép-Anglia közigazgatási térképe | Shropshire                             | 3. Telford és Wrekin U.A.            | |
| Nyugat-Közép-Anglia közigazgatási térképe | Staffordshire                          | 4. Staffordshire †                   | a) Cannock Chase, b) Kelet-Staffordshire, c) Lichfield, d) Newcastle-under-Lyme, e) Dél-Staffordshire, f) Stafford, g) Staffordshire Moorlands, h) Tamworth |
| Nyugat-Közép-Anglia közigazgatási térképe | Staffordshire                          | 5. Stoke-on-Trent U.A.               | |
| Nyugat-Közép-Anglia közigazgatási térképe | 6. Warwickshire †                      | 6. Warwickshire †                    | a) Észak-Warwickshire, b) Nuneaton és Bedworth, c) Rugby, d) Stratford-on-Avon, e) Warwick                                                                  |
| Nyugat-Közép-Anglia közigazgatási térképe | 7. West Midlands *                     | 7. West Midlands *                   | a) Birmingham, b) Coventry, c) Dudley, d) Sandwell, e) Solihull, f) Walsall, g) Wolverhampton                                                               |
| Nyugat-Közép-Anglia közigazgatási térképe | 8. Worcestershire †                    | 8. Worcestershire †                  | a) Bromsgrove, b) Malvern Hills, c) Redditch, d) Worcester, e) Wychavon f) Wyre Forest                                                                      |

Jelmagyarázat: 

† kétszintű nem nagyvárosi megye
 * nagyvárosi megye, beleértve a West Midlands Egyesített Hatóságot és a polgármestert

### Legnagyobb városok

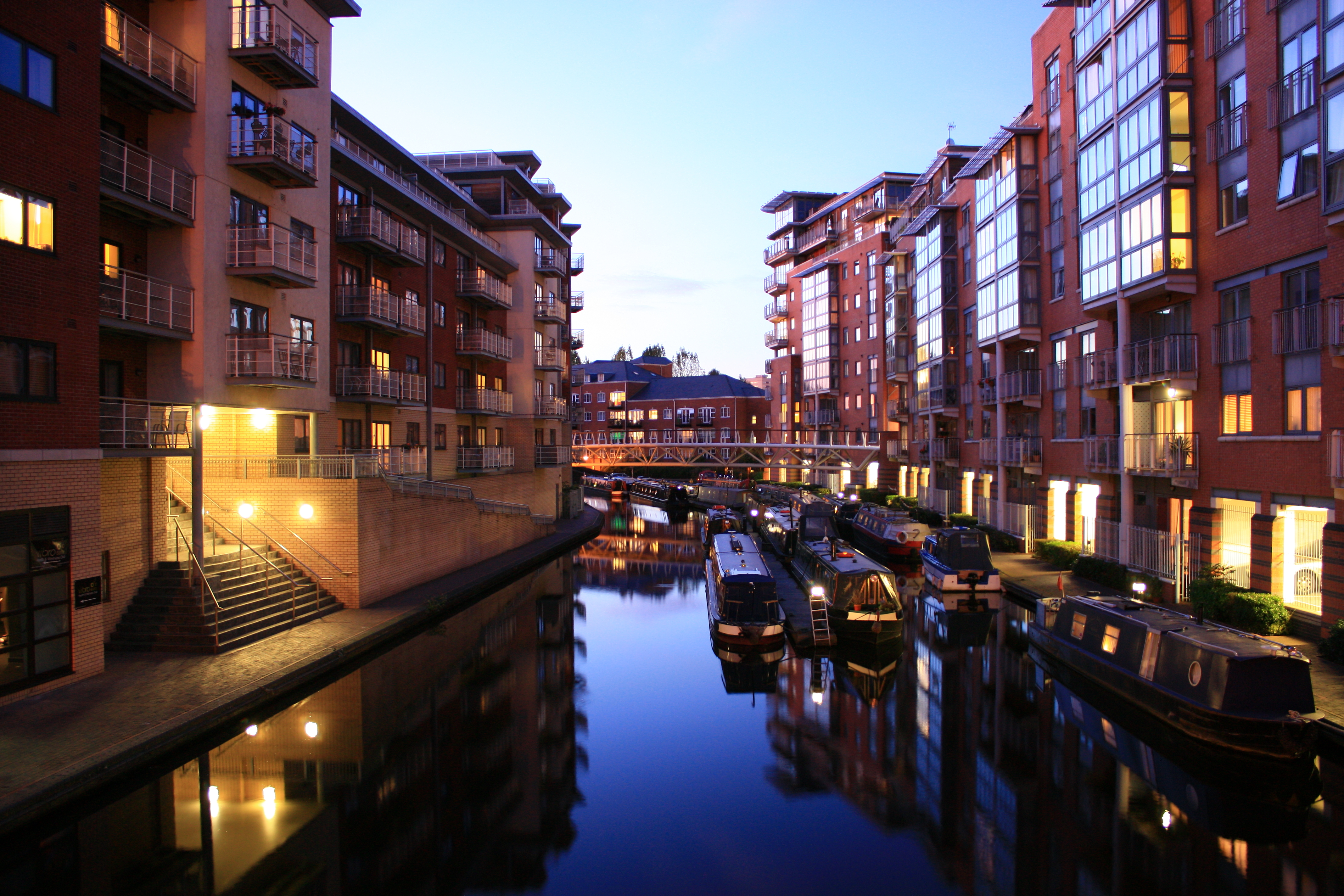
Birmingham, társasházak a csatorna partján

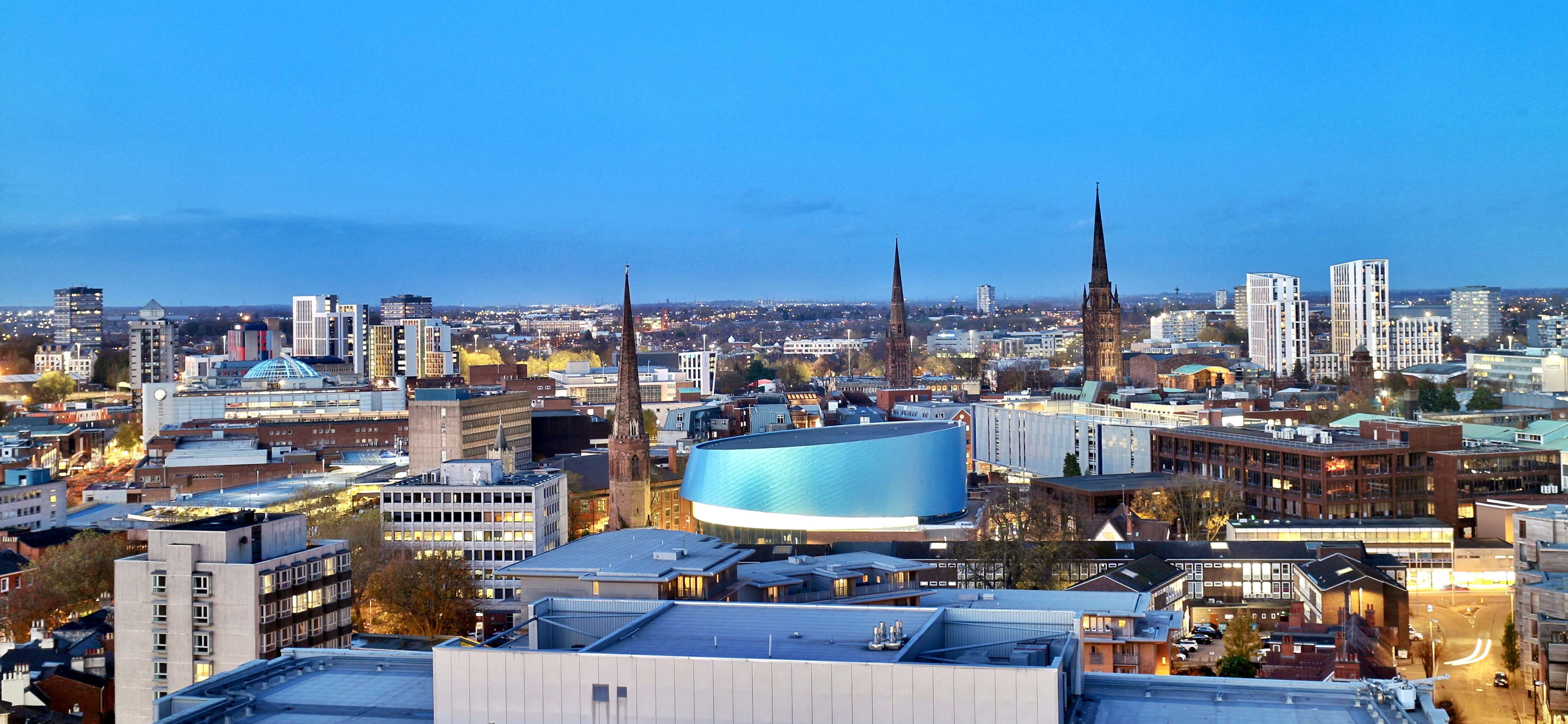
Coventry látképe

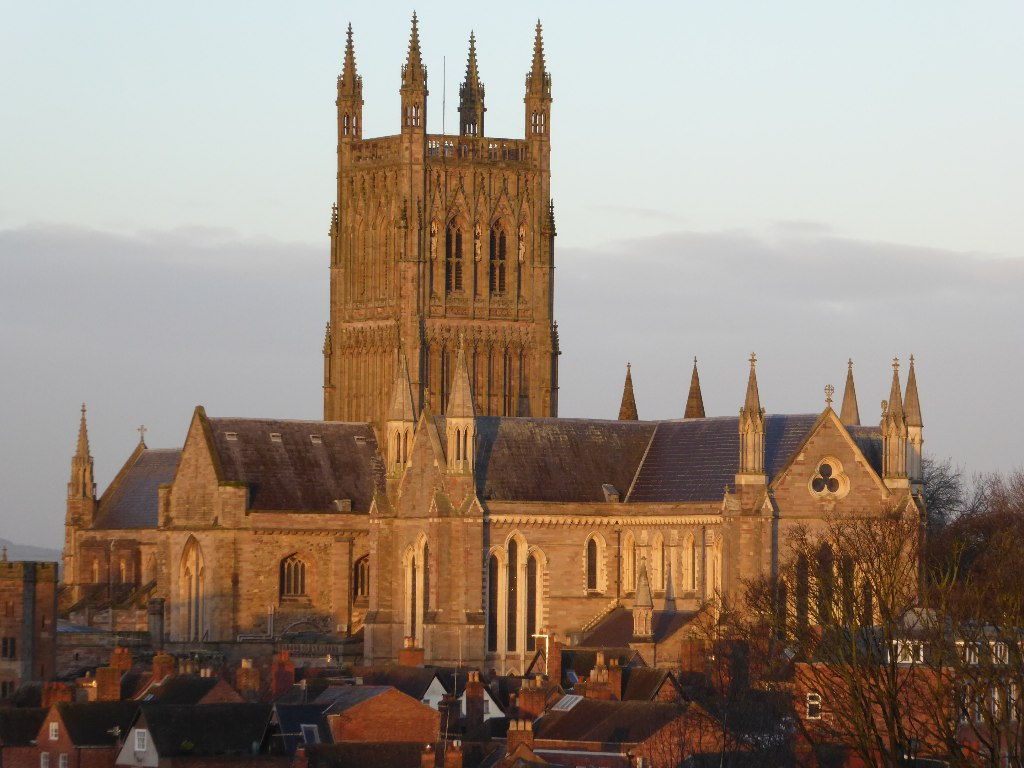
A worcesteri katedrális

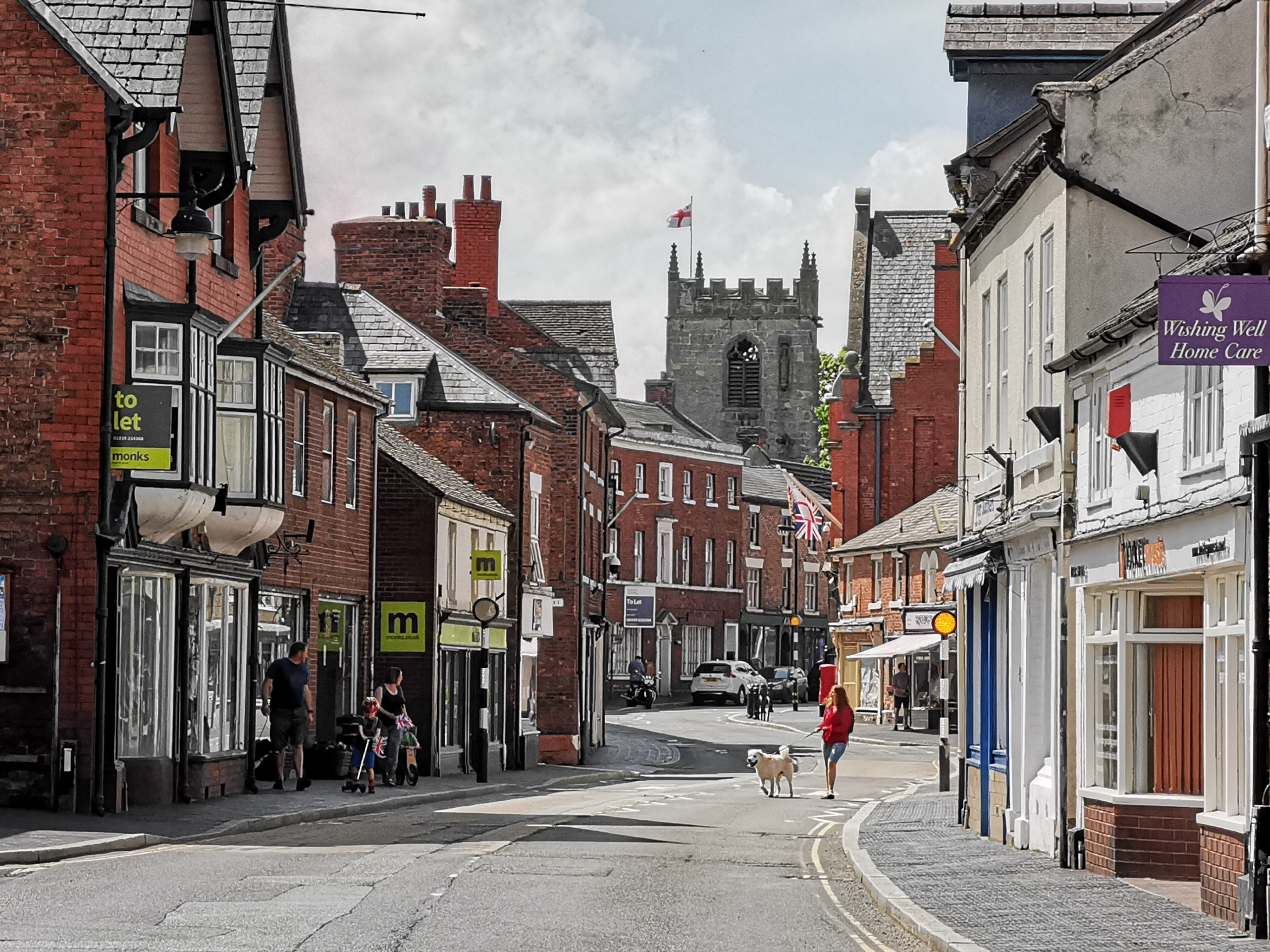
Wem, High Street

|     | Név                  | Megye          | Lakosság (fő, 2021) |
| --- | -------------------- | -------------- | ------------------- |
| 1.  | Birmingham           | West Midlands  | 1 157 603           |
| 2.  | Coventry             | West Midlands  | 345 324             |
| 3.  | Wolverhampton        | West Midlands  | 263 700             |
| 4.  | Stoke-on-Trent       | Staffordshire  | 259 965             |
| 5.  | Telford              | Shropshire     | 155 570             |
| 6.  | Solihull             | West Midlands  | 126 577             |
| 7.  | Sutton Coldfield     | West Midlands  | 109 899             |
| 8.  | Worcester            | Worcestershire | 103 872             |
| 9.  | West Bromwich        | West Midlands  | 103 112             |
| 10. | Nuneaton             | Warwickshire   | 88 813              |
| 11. | Redditch             | Worcestershire | 87 132              |
| 12. | Dudley               | West Midlands  | 79 379              |
| 13. | Tamworth             | Staffordshire  | 78 653              |
| 14. | Rugby                | Warwickshire   | 78 117              |
| 15. | Shrewsbury           | Shropshire     | 76 782              |
| 16. | Burton-upon-Trent    | Staffordshire  | 76 270              |
| 17. | Newcastle-under-Lyme | Staffordshire  | 75 082              |
| 18. | Stafford             | Staffordshire  | 71 673              |
| 19. | Walsall              | West Midlands  | 70 778              |
| 20. | Stourbridge          | West Midlands  | 63 298              |
| 21. | Halesowen            | West Midlands  | 60 097              |
| 22. | Kidderminster        | Worcestershire | 57 400              |
| 23. | Smethwick            | West Midlands  | 53 653              |
| 24. | Hereford             | Herefordshire  | 53 112              |
| 25. | Royal Leamington Spa | Warwickshire   | 50 923              |

## Fordítás
Ez a szócikk részben vagy egészben  a   West Midlands (Region) című német Wikipédia-szócikk fordításán alapul.  Az eredeti cikk szerkesztőit annak laptörténete sorolja fel. Ez a jelzés csupán a megfogalmazás eredetét és a szerzői jogokat jelzi, nem szolgál a cikkben szereplő információk forrásmegjelöléseként.